# 4. deild karla
La 4. deild karla es la quinta y última categoría de fútbol de Islandia creada en 2013 pasa así crear cuatro ligas nacionales.

## Formato
La liga se divide en cuatro grupos donde los equipos se enfrentan todos contra todos a dos vueltas, en la que los dos mejores equipos de cade grupo acceden a la ronda de playoff. La ronda de playoff consiste en una eliminación directa a dos partidos ida y vuelta en la que el ganador avanza a la siguiente ronda. No existe la regla del gol de visitante y de prevalecer el empate se juega tiempo extra y de continuar con el empate se va a los penales incluyendo las semifinales.
La final se juega a un partido en sede neutral en la que el ganador es el campeón de la liga, y al igual que el finalista, logra el ascenso a la 3. deild karla. También se juega un partido por el tercer lugar en sede neutral.

## Equipos 2020
| - Afrika - KFS - Uppsveitir - Lettir Reykjavík - IH - Ymir - KR Vatnaliljur - GG - Stokkseyri - Kormakur/Hvöt - SR - KFR - Bjorninn - Skandinavia - UMF Snaefell - UMF Alafoss | - KM Reykjavik - KA Hafnarfjordur - Isbjorninn - UMF Samherjar - KFB - UMF Skallagrímur - Vikingur - Hamar Hveragerdi - KR Blix - Hviti Riddarinn - KH - Hordur I. - KR Kria - KB Breidholt - KR Midas - KR Arborg |

## Ediciones Anteriores
Ascendidos en verde.
| Año  | Campeón          | Finalista     | Tercer Lugar     | Cuarto Lugar  |
| ---- | ---------------- | ------------- | ---------------- | ------------- |
| 2013 | Einherji         | Berserkir     | KFG              | Elliði        |
| 2014 | Álftanes         | Kári          | KFS1             | Þróttur V.    |
| 2015 | Vængir Júpiters  | Þróttur V.    | ÍH               | Augnablik     |
| 2016 | Berserkir        | KFG           | Hvíti riddarinn  | KH            |
| 2017 | KH               | Augnablik     | Álftanes         | Kórdrengir    |
| 2018 | Reynir Sandgerði | Skallagrímur  | Kórdrengir2      | Álftanes      |
| 2019 | Ægir             | Elliði        | Hvíti riddarinn  | Kormákur/Hvöt |
| 2020 | ÍH               | KFS           | Hamar            | Kormákur/Hvöt |
| 2021 | KH               | Kormákur/Hvöt | Vængir Júpiters3 | Hamar         |

1 - KFS ascendió porque el equipo de la 3. deild Grundarfjörður se retiró en 2015.

2 - Kórdrengir ascendió porque la temporada 2019 de la 3. deild pasó de 10 a 12 equipos.

3 - Vængir Júpiters ascendío por la fusión de los equipos de la 2. deild Ungmennafélagið Leiknir y Knattspyrnufélag Fjarðabyggðar para crear al Knattspyrnufélag Austfjarða.